# Natal (Schiff, 1945)
Die Natal (Kennung: K10) war eine von drei Fregatten der Loch-Klasse der South African Navy. Sie wurde durch Swan, Hunter & Wigham Richardson in Wallsend-on-Tyne ursprünglich als HMS Loch Cree für die Royal Navy gebaut. Mit der Indienststellung am 8. Mai 1945 wurde die Fregatte an die südafrikanische Kriegsmarine übergeben und erhielt den Namen Natal.
Ab 1957 diente sie als Vermessungs- und Forschungsschiff. Hierfür war sie als erstes südafrikanisches Schiff mit einem elektronischen Navigationssystem, einem Decca, ausgerüstet worden. Am 19. September 1972 wurde die Natal als Zielschiff vor dem Kap der Guten Hoffnung versenkt. Das Schiff wurde nach Natal, einer Region Südafrikas benannt.